# 本田さとみ
本田 さとみ（ほんだ さとみ、1998年3月13日 - ）は、日本のAV女優。マインズ所属。

## 略歴
2020年6月、AVデビュー。
2020年9月、同じ所属事務所の白石かんなとYouTubeチャンネル「さとかんチャンネル」を開設。
2021年8月、YouTubeチャンネル「Satomi Honda」を開設。
同年11月4日週のFANZA動画フロア週間ランキングにて、出演作収録の『【福袋】顔良し体よし！恥じらい素人からどスケベ社会人まで。ガチの良作ハメ撮りのみを厳選した15作品中出し1050分【個人撮影】』（2024年7月発売、HMN WORKS）が週間ランキング1位に急上昇した。

## 人物
神奈川県出身。
YouTubeで元AV女優の上原亜衣を知り興味を持ったことをきっかけに、将来自分のお店を持つためにお金を貯めたいと思いAV女優になることを決心した。
3人と付き合ったがセックスの経験なく処女のままデビュー。処女をAVで喪失しようと思ったのは、2年付き合っていた彼がセックスをしてくれなくて欲求不満が溜まっていたからと話している。
高校生の頃にネットでやり方を調べてオナニーをした。ブリッジを特技としている。

## 出演作品

### アダルトDVD

#### 2020年
- 経験人数0人 本田さとみ AVデビュー（2020年6月12日、赤面女子）
- 寝取られ人妻 湯けむりの旅22（2020年7月3日、ゴーゴーズ）
- 素人女子の自宅に訪問！生ハメ誘うマン汁ヌルヌル素股や密着乳首舐め手コキで悩める童貞男子を優しくおもてなし！（2020年8月28日、赤面女子）
- 首絞めドミネーションプロレス Vol.3（2020年08月28日、バトル）
- 男勝ちドミネーションMIXファイト 6（2020年09月04日、バトル）
- 濡れてテカってピッタリ密着 神スク水 本田さとみ 可愛い女子のスクール水着姿をじっとりと堪能！着替え盗撮から始まり貧乳から巨乳にパイパン、ハミ毛、ジョリワキ等のフェチ接写やローションソーププレイやスク水ぶっかけ等を完全着衣で楽しむAV（2020年9月10日、親父の個撮）
- ネクストジェネレーションズファイト vol.15（2020年09月18日、バトル）
- チャレンジ！タイマー電マ さとみ・ゆい・りな（2020年10月1日、大洋図書）
- 入院したら隣がけなげなひよこ女子。ムラムラが我慢できなくなって小さな体を固定して敏感マ○コの奥（子宮）をガン突きしまくった。2nd ～両足を180度に開いて後ろから前から全員軟体っ子ver～（2020年10月8日、ひよこ）
- カワイイ女子○生とエッチするために僕は教師になったんだ！6（2020年10月22日、SWITCH）
- 寝取られ人妻 湯けむりの旅24（2020年11月6日、ゴーゴーズ）
- ノースリーブ女子限定「ワキ脱毛してますか？」人生初の脇コキ体験ALLワキぶっかけ発射！6名収録うち2名SEXまで口説けました！（2020年11月12日、SODクリエイト）
- 先生と別れるなら違う先生とセックスします。 本田さとみ（2020年11月25日、ダスッ！）
- 巨乳全開で猛アピールしてくる僕の彼女のあざと可愛いお姉さん 栗山莉緒（2020年12月13日、アイデアポケット）
- 相撲女01（2020年12月18日、格闘ゾーンJAPAN）
- ゴーゴーズ人妻リモート忘年会～欲望の蜜宴2020～ Side.B（2020年12月31日、ゴーゴーズ）
- ゴーゴーズ人妻リモート忘年会～欲望の蜜宴2020～ Special edition（2020年12月31日、ゴーゴーズ）

#### 2021年
- 君の子宮を食べたい～子供の頃から産婦人科の医師になることが夢でした。今では初めて産婦人科に来たひよこ女子を見つけるたびにマ○コの奥をこねくり回して強●開発しております。～（2021年1月8日、ひよこ）
- 愛の巣を汚した私（2021年1月19日、ABC/妄想族）
- 失神マッチリバーシブルvol.02（2021年1月22日、バトル）
- ゴーゴーズ人妻リモート忘年会～欲望の密宴2020～あちらこちらで蜜まみれ！？裏側全部見せます180分スペシャル（2021年1月29日、ゴーゴーズ）
- 新 男女混合失神マッチ 男勝ち 5（2021年2月12日、格闘ゾーンJAPAN）
- 禁欲おま●こをイッてもイッてもお構いなしに舐め続ける追撃クンニ まん舐め（2021年3月1日、ムーディーズ）
- 神アプリで知り合ったエロカワ現役女子大生に生中出し04（2021年3月12日、ケイ・エム・プロデュース）
- 完全撮り下ろし乳もみナンパ！8時間2枚組！おっぱいパワーで日本を元気にしよう！！恥じらう赤面素人娘107人の色・形・大きさの違う生おっぱいを揉んで！触って！鷲掴み！街行く女の子たちに交渉→即揉み！vol.08 「今ここで！？さっき出会ったばかりなのに恥ずかしい…（…（2021年3月19日、ディープス）
- ゾウさんパンツでフェラ12人 ブリーフの先っちょからチ●ポを引っ張り出して喉奥でグポグポする気持ちいいフェラチオ3（2021年4月7日、かぐや姫Pt/妄想族）
- SOD女子社員 全裸入社式 新入社員12名全員の初撮りSEXも収録！ コロナに負けず大集合！赤面特大羞恥 初めて尽くしの2枚組ウルトラ7時間SP（2021年4月8日、SODクリエイト）
- なかよし素人娘2人組とねっとりベロチューしながら焦らし手コキ4 12人（2021年5月7日、かぐや姫Pt/妄想族）
- 幼馴染と2人きりの王様ゲーム！ずっと好きだったけど小さい頃から一緒にいるから好きだとお互い言い出せない微妙な関係。でも、幼馴染が突然…（2021年5月19日、Hunter）
- 「おっぱい大きくないと興奮しないの？小さいけど、わたしの胸こんなに感じるんだよ」学校で唯一仲の良い女子とは男友達みたいな関係！サバサバして（2021年6月19日、Hunter）
- 激イキ睾丸オイルマッサージ10人 凄腕エステティシャンたちがキンタマから精子を絞り出す！4（2021年6月19日、かぐや姫Pt/妄想族）
- 膨らみピーピング・執拗なるマン土手鑑賞（2021年7月19日、アロマ企画）
- 【激震】マシュマロ巨乳、爆釣！！ 人妻にお酒とザーメン飲ませてみました @新宿 地方の人妻限定 巨大バスターミナル前で訳アリ人妻をナンパしてみた13（2021年7月24日、ビッグモーカル）
- 粘着ストーカーMの電車痴●・自宅侵入記録＃27・28（2021年8月5日、蜃気楼）
- どこでもおしっこ！素人娘の大放尿35人 スロー再生でじっくり鑑賞できるマニア向け映像5（2021年8月7日、かぐや姫Pt/妄想族）
- 夫婦で挑戦！君島みおの凄テクで夫が2回イカされたら妻が寝取られナマ中出しSEX！（2021年8月13日、はじめ企画）
- 想像できない誰にも見せられない有名私立女子●生の本性丸出しナマ交尾4時間11（2021年8月13日、ケイ・エム・プロデュース）
- スカートの中探検隊！（2021年8月13日、アロマ企画）
- コックリさんコックリさん… 女子学生集団ヒステリー 蔓延したお香の煙（2021年8月25日、レッド）
- 清楚な文系女子だけど黒人さんとヤリたい！ さんざん妄想してた黒巨根でブチ抜かれ激イキ＆デカマラ堕ち 本田さとみ（2021年8月28日、シャーク）
- 濃厚キスされ乳首とチ○ポを責められそのまま射精（2021年9月7日、アロマ企画）
- パンツ越しの素股＆尻コキ 接触部がよく見えるように男子もブリーフ着用！Part.5（2021年9月14日、アロマ企画）
- 素人娘の全裸図鑑19 今時の女の子11名が恥らいながら脱衣していく様子をじっくり撮影した、変態紳士のためのヘアヌードコレクション（2021年9月14日、かぐや姫Pt/妄想族）
- 無防備な風呂上がり姿でいるワケあり欲求不満な従姉妹たちが、エッチしたいの！と抱きついてきた！ バスタオルからチラ見えする乳首にぷりぷり丸尻パンツが僕のチ○ポを硬くさせた！（2021年9月23日、SWITCH）
- ウブなフリでオヤジ達を魅了する女達… 援交オジさんの巨根 イキまくってるの…バレてるよ（2021年9月28日、レッド）
- 変質者に目をつけられた女達！ スタンガンレ●プ マンスジしゃぶってあげるからね…（2021年10月12日、東京スペシャル）
- 10分で2度抜き手こきサロン 4（2021年10月19日、アロマ企画）
- アソコに直穿きスポウェア女子 性的エクササイズでマ●コはもう仕上がってます！！（2021年10月23日、オイスター海運）
- ホイホイキュート ＃02 素人ホイホイZ・美少女・素人・個人撮影・マッチングアプリ・ハメ撮り・SNS・顔射・清楚・美乳・巨乳・色白（2021年10月26日、素人ホイホイ/妄想族）
- ガチでリアルに！！モデルさんの自前ナマ下着でパンチラ撮らせてもらいました（2021年10月26日、アロマ企画）
- 合成インチキ心霊写真！ 自称霊媒師の女をハメて見た。 「何が悪霊だ！俺が作ったんだよ～笑」（2021年11月23日、レッド）
- 【流出映像】人妻派遣社員 慰安旅行セックス2 酔わせて乱交・夜●い・職場不倫NTRなど。派遣女子を食い潰すブラック企業の実態（2021年11月27日、ビッグモーカル）
- 女子格闘部の居残り訓練 俺のパンチ！ 「護身のために教えてあげているんだぞ！」（2021年12月28日、レッド）

#### 2022年
- バトル2022福袋迎春特別ファイトセット（2022年1月1日、バトル）
- DID猿轡着衣拘束 パンティーの中にバイブを仕込まれ放置される女（2022年1月11日、シネマジック）
- ヤレる子と出会える神ツール！ マッチングアプリ動画投稿 マスク越しで大胆に…（2022年1月11日、東京スペシャル）
- 姪っ子調教日記 本田さとみ（2022年2月8日、ケートライブ）
- トビジオっ! 学園ハイスクール 学校にいる間はずっと潮吹きっぱなし・失禁しまくる制服女子（2022年2月10日、SODクリエイト）
- マジのガチでヤバすぎる！ 恐怖の出前配達員 強●される母娘！姉妹！（2022年2月22日、レッド）
- お姉さんに罪はないけど… 強●Live配信倶楽部 「おーい俺の事おぼえてるかぁ～笑」（2022年2月22日、レッド）
- 深夜潜入視姦からの～ 人妻キャンパーチャンネル 「俺が添い寝してやるよ…」（2022年2月22日、レッド）
- 本厄19歳女子大生 魔の厄落としツアー 「あぁ～ビンビンになってきた」（2022年2月22日、レッド）
- 濃厚接吻レズビアン 可愛い後輩とレズってみたら気持ち良すぎてイキすぎちゃった！（2022年2月23日、ヒビノ）
- いいなりの微乳いもうとに中出し 本田さとみ（2022年3月8日、ケートライブ）
- 校長室に直談判！ 罠にはまった問題児の母親 「えっ私…なんで…抵抗できない…」（2022年3月8日、東京スペシャル）
- 試着室の罠 誘拐ダルマレ●プ 「お願いだから…こっち見ないで…」（2022年3月22日、レッド）
- 画面外ならバレやしない！ オンライン挿入会議 「具合悪そうですけど…大丈夫ですか？」（2022年3月22日、レッド）
- 女子トイレ盗撮 狙われた生徒と教師 「ヤラせてくれたら消してもいいよ」（2022年3月22日、レッド）
- AV監督はオイシイお仕事♪ 撮影前の面接全裸チェックの実態 チェックの名のもとクンニできるし、フェラさせれるし、生ハメ中出しまでやりたい放題！！ 人気女優8人のAV面接風景VOL.4（2022年3月24日、西新宿マッサージ本舗）
- 商品に仕込まれた罠 あいつを強●したい… 「うおっこんなに効くんだ！やばいなこれ…」（2022年4月26日、レッド）
- 限界MAX！勃起した俺の肉棒！ ホームレスに介抱される泥●女 「さぁ…俺ん家入んなよ…ニチャァ」（2022年5月10日、東京スペシャル）
- 悪徳エロ医師盗撮45 ○○産婦人科セクハラ診察（2022年5月17日、カルマ）
- 「奥さんいい乳首してますね～」 妻を交換しませんか？ 「いやぁーすいません勃起しすぎて中出しちゃいました…うちのも出して下さいよ」（2022年5月24日、レッド）
- ひよこメモリーズvol.5～ひよこ3周年！大大大容量24作品！さらに【完全撮りおろし】ウブな部活女子校生、放課後初めてのレズ体験、いちゃいちゃしすぎてエッチなレズ潮の池ができました～（2022年5月26日、ひよこ）
- 素人娘の全裸大図鑑7 5時間34人増刊号 今時の女の子が恥じらいながら脱衣していくヘアヌードコレクション（2022年6月14日、かぐや姫Pt/妄想族）
- KARMAナンパ隊が行く！ 美人看護師限定！「勤務中だから困りますッ！！」職場【病院】に突撃中出しナンパ！（2022年6月21日、カルマ）
- と～ってもHなお姉さんOLたちの 黒パンスト 妄想パンチラコレクション（2022年6月21日、カルマ）
- 性欲が凄すぎる隣の女子大生に囲まれ何度も射精させられる誘惑剛毛おま○こハーレム（2022年6月23日、ナチュラルハイ）
- 社員旅行SEX盗撮 12人5時間（2022年6月25日、ビッグモーカル）
- 運に見放された男の八つ当たり とある易者の女 私…本当の事言っただけなのに…（2022年6月28日、レッド）
- もう我慢の限界だ… 息子の嫁 「隠れてオナニーしてるの知ってるよ…」（2022年6月28日、レッド）
- 剛毛おま〇こ制服美○女 本田さとみ（2022年7月1日、OFFICE K’S）
- 濃厚ねっとりベロチュ～焦らし手コキ（2022年7月1日、OFFICE K’S）
- 初めてのセンズリ鑑賞に興奮しちゃった素人娘（2022年7月1日、OFFICE K’S）
- 流出映像 人妻派遣社員 慰安旅行セックス6 酔わせて乱交・夜這い・職場不倫NTRなど。派遣女子を食い潰すブラック企業の実態（2022年7月23日、ビッグモーカル）

### VR

#### 2020年
- 【VR】レギンスVR ～むちっとした肉感にパツパツのレギンスがたまらない～（2020年8月26日、KMPVR-彩-）
- 【VR】～清楚で可愛い女子校生に恋した僕はずっと妄想し続けた抑えきれない欲望を彼女のカラダで何度も何度も…～ 本田さとみ（2020年10月22日、KMPVR-bibi-）
- 【VR】新米デリヘル嬢 経験人数1人 美乳で微乳なBカップ 口数少なめの地味女 元吹奏楽部 無処理の剛毛マ○コ たっぷり生ハメ中出し いい意味で純粋×清楚 本田さとみ（2020年10月27日、KMPVR-bibi-）
- 【VR】快楽絶頂するまでパンツ上オナニーVR（2020年11月11日、ケイ・エム・プロデュース）
- 【VR】Vr:キスから始めるいちゃラブSEX 本田さとみ 大きな瞳で見つめながら小さく柔らかい口がカラダのスミズミまで舐め回す純愛接吻（2020年11月30日、ケイ・エム・プロデュース）
- 【VR】マジックミラーペアルームNTRエステ 小倉由菜（2020年12月3日、SODクリエイト）
- 【VR】パンツ上まんぐりオナニーVR（2020年12月7日、ケイ・エム・プロデュース）
- 【VR】HQ 劇的超高画質 転落清楚お嬢様 セレブから一転…ご奉仕専用の性処理使用人へ 本田さとみ（2020年12月11日、ブイワンVR）

#### 2021年
- 【VR】 美術部の文化祭の特設コーナーは…『デッサンモデル体験』。私立のお嬢様○校の文化祭。毎年行列のできる大人気の特設コーナーは『美術部女子がエッチなことをしてくれるスケベなデッサンモデル』だった！（2021年3月2日、Hunter）
- 【VR】春の健康診断 2021年度新入社員12人 4時間スペシャル（2021年4月15日、SODクリエイト）
- 【VR】HQ60fps ステイホームラブ真っ最中！愛しの彼女と過ごすまったりイチャイチャおうち時間 本田さとみ（2021年4月22日、TEPPAN VR）
- 【VR】天井特化VR 体液ドロドロ接吻騎乗位（2021年6月13日、ROOKIE）
- 【VR】スローモーション特化 ヌキやすいエロシーンをじっくりスローモーションで見れるVR（2021年7月1日、ROOKIE）
- 【VR】風パンチラ（2021年7月7日、ROOKIE）
- 【VR】VR 360° ふりむかないで（2021年12月21日、ガン見隊）

#### 2022年
- 【VR】ダブルJ○射精管理VR 白桃はな・本田さとみ（2022年5月21日、ケイ・エム・プロデュース）

### 配信のみ
- チャレンジ！タイマー電マ さとみ 本田さとみ（2020年9月19日、大洋図書）
- 【素人面接】 彼氏に黙ってAV出演 ‘マン毛濃いめ’照れながらも結合部を見て興奮イキ さとみ 22歳 OL（2020年10月15日、アキノリ）
- 教え子 18人目 さとみ（2020年10月23日、ディレクターズ）
- AV監督はオイシイお仕事♪ 撮影前の面接全裸チェックの実態 チェックの名のもとクンニできるし、フェラさせれるし、生ハメ中出しまでやりたい放題！！ 人気女優8人のAV面接風景VOL.4（2021年5月7日、西新宿マッサージ本舗）
- 【肌は白いがマン毛は濃い】島根の清楚妻【顔は地味だが身体は敏感】さとみさん（2021年7月24日、ビッグモーカル）
- 粘着ストーカーMの電車痴●・自宅侵入記録＃27・28（2021年8月5日、蜃気楼）
- 美人歯科衛生士を性感マッサージでとことんイカせてみた（2）（2021年10月29日、パラダイステレビ）
- 【パイパンVS剛毛おまん娘！ほんわか♪天然おっとり系♪お料理サークルの仲良しJDご乱心？】パンティで隠しきれない卑猥なハミ毛！手マンで大量お漏らし！マン毛がビショビショwwつるっつるのパイパンおま○こトロサーモン！仲良く電マ！…（2022年1月14日、FALENO TUBE）
- 【素人女子大生】元子役 美少女19歳 さとみん 超美形！美BODY真っ白な純粋無垢な女性をハメ尽くす！！これが選ばれし芸能界レベルの女性！（2022年4月25日、ハメドリネットワークSecondEdition）

### ネット配信

#### FANZA
- さとみ（2020年9月14日、俺の素人-Z-）
- さとみ（2020年10月22日、令和えちえち中毒性）
- 豊田さん（2020年10月23日、素人ホイホイZ）
- さとみ（2020年12月16日、おっぱいちゃん）
- さとみさん（2021年1月22日、俺の素人）
- S28ちゃん（2021年2月12日、蜃気楼）
- さとみちゃん（2021年3月26日、夢中企画）
- さとみ（2021年6月14日、密室タクシードライバー）
- さとみん（2022年4月25日、恋愛カノジョ）
- さとみ（2022年6月8日、訳あり素人）
- りま＆さとみ（2022年6月10日、人妻空蝉橋）
- みーぱん＆ひよたん（2022年6月12日、いんすた）

#### MGS動画
- さとみ （2020年10月16日、俺の素人-Z-）
- さとみ （2020年12月22日、おっぱいちゃん ）
- 《処女》【電車痴漢】【自宅盗撮】【睡眠姦】中高一貫女子Kお嬢様 水色P ＃28（2021年2月12日、蜃気楼）
- 豊田さん(23) 素人ホイホイZ・素人・ピュア・スレンダー・清楚・剛毛・美少女・黒髪・色白・美尻・顔射・ハメ撮り（2021年8月29日、素人ホイホイZ）
- さとみ（2021年10月4日、密室タクシードライバー）
- 【パイパンVS剛毛おまん娘！ほんわか♪天然おっとり系♪お料理サークルの仲良しJDご乱心？】パンティで隠しきれない卑猥なハミ毛！手マンで大量お漏らし！マン毛がビショビショwwつるっつるのパイパンおま○こトロサーモン！仲良く電マ！一緒にバイブ！「もぉ～おかしくなっちゃう」同時にガチイキ！「うわ～すごい挿ってる」「そんな見ないで」「やらしいよ」「恥ずかしいよ」「丸見えだよ」スケベな逝き顔でにらめっこ♪お料理サークルの女の子をおいしくいただきました。ご馳走様です！【友達の前でどこまでエッチなこと出来ますか！？05＃かんなちゃん&さとみちゃん編】（2022年1月14日、FALENOTUBE）
- トビジオっ！ 学園ハイスクール 学校にいる間はずっと潮吹きっぱなし・失禁しまくる制服女子 白桃はな 東條なつ 白川ゆず 宮沢ちはる 本田さとみ（2022年2月25日、SENZ）
- 【素人女子大生】元子役 美少女19歳 さとみん 超美形！美BODY真っ白な純粋無垢な女性をハメ尽くす！！これが選ばれし芸能界レベルの女性！（2022年4月25日、恋愛カノジョ）
- 【オナニー見てもらえますか？03】えっ？？見るだけっていったじゃないですか？ふぁれのちゅーぶのフェチプチ動画コンテンツ（2022年5月13日、FALENOTUBE）
- 【がんばれ受験生！】ピッチピチ受験生に合格成就の御利益精子を種付け！子宮に直射される精子が気持ち良すぎて白目アクメのフレッシュすぎる18歳！（2022年6月12日、いんすた）

#### FC2
- 個撮）＃ノーカット撮影＃エロい舌使い。顔と反比例するスケベな舌使いでチ●ポを舐る清楚系代表美女さとみちゃんのノーハンドフェラ動画（2020年8月29日、アントニオ斎藤）
- 個撮)＃密林おマ●コ＃ギャップ萌え。予想を翻す剛毛おマ●コ！顔と下半身のギャップ萌えがスゴい清楚系代表美女さとみちゃんのハメ撮り動画（2020年9月6日、アントニオ斎藤）
- 個撮)#舌使いヤバみ ＃撮り下ろしオマケあり。黒髪スレンダーな大和撫子美女さとみちゃん。ドエロ顔で肉棒をノーハンドフェラで舐りまくるフェラ動画（2020年9月11日、アントニオ斎藤）
- 個撮)美人な顔が歪んじゃうバキューム！【爬虫類的】ネットリ亀頭責めフェラ（2021年4月17日、【フェラチオハンター】りょう）
- フルハイビジョン│【F/Mくすぐり】更衣室を覗いた男がスクール水着部員にくすぐられる…【本田さとみ】（2021年5月7日、足フェチ＆くすぐりマスター【足フェチ・くすぐりフェチ動画】）
- フルハイビジョン│【くすぐり】 清楚な黒髪っ娘がはちゃめちゃに乱れる・・・！ 【本田さとみ】（2021年5月8日、足フェチ＆くすぐりマスター【足フェチ・くすぐりフェチ動画】）
- フルハイビジョン│【くすぐり】こんなにエロいの！？清楚なあの娘に濃厚くすぐり【本田さとみ】（2021年5月8日、足フェチ＆くすぐりマスター【足フェチ・くすぐりフェチ動画】）
- バイブINパンツ(本田さとみ)（2021年7月5日、まるかつ＠AV監督）
- 【FC2発撮り】顔出し！素人女子大生【限定】元子役　美少女19歳　さとみん　超美形！美BODY真っ白な純粋無垢な女性をハメ尽くす！！これが選ばれし芸能界のレベルの女性！（2021年10月18日、ギャラクシィ☆堂）
- 【がんばれ受験生！】ピッチピチ令和4年受験生に合格成就の御利益精子を種付け！子宮に直射される精子が気持ち良すぎて白目アクメのフレッシュすぎる18歳！【カウントダウン射精】（2022年1月23日、中出しナックルズα）
- 【雪肌・純白19才】初めての彼氏が魔チンポすぎてSEX中毒になった上京19才！ピル飲まされ冬休み中おうちで生ハメ中出しSEX三昧　都会に染まる田舎ピュア娘ぇ【流出厳禁】（2022年2月6日、【超】スタミナ二郎 増し増し）
- 乙女のおパンツで開運祈願㊙エロパワースポット【チャイナ＆バニー娘】頑張れ受験生！ラッキーコスプレ美女４セット♥素人 in セクハラ個撮会 vol.227、vol.228、vol.229、vol.230（2022年2月10日、やみつき！いちごパンツ）

#### Pcolle
- 【電車痴漢】★顔出し制服JK★透明感200％の黒髪清楚JK★アソコは未処理で乳首はピンク★穢れない美少女に生中姦（2020年7月3日、ゆず故障）
- 《処女》【電車痴漢】【自宅盗撮】【睡眠姦】中高一貫女子Kお嬢様　水色P　＃28（2020年8月19日、ましりと）

#### Gcolle
- 【舌フェチベロフェチ】本田さとみのエロ長い舌と口内をじっくり観察（2021年4月30日、舌ベロマスター【舌フェチ・唾フェチ動画】）
- 【舌フェチ唾フェチ】本田さとみのエロ長い舌でたっぷり顔舐め鼻舐め＆手コキプレイ（2021年4月30日、舌ベロマスター【舌フェチ・唾フェチ動画】）
- 【舌フェチ唾フェチ】本田さとみのエロ長い舌・唾・口の臭い堪能コース1（2021年4月30日、舌ベロマスター【舌フェチ・唾フェチ動画】）
- 【舌フェチ唾フェチ】本田さとみのエロ長い舌・唾・口の臭い堪能コース2（2021年4月30日、舌ベロマスター【舌フェチ・唾フェチ動画】）
- 【舌フェチ唾フェチ】本田さとみのエロ長い舌でリクエスト顔舐め（2021年4月30日、舌ベロマスター【舌フェチ・唾フェチ動画】）
- 【舌フェチベロフェチ】本田さとみのエロ長い舌・ベロチュー＆全身リップで手コキ射精（2021年4月30日、舌ベロマスター【舌フェチ・唾フェチ動画】）
- 【新企画】本田さとみとあなただけの、完全主観ベチョヌル鼻舐め＆口臭嗅がせ（2021年4月30日、舌ベロマスター【舌フェチ・唾フェチ動画】）
- 【くすぐり】清楚な黒髪っ娘がはちゃめちゃに乱れる・・・！【本田さとみ】（2021年5月7日、口内・噛みつき・歯フェチマスター）
- 【くすぐり】こんなにエロいの！？清楚なあの娘に濃厚くすぐり【本田さとみ】（2021年5月7日、口内・噛みつき・歯フェチマスター）
- 【噛みつき】本気で噛みつきたい！本田さとみちゃんの容赦ないガチ噛み！！（前編）（2021年5月7日、口内・噛みつき・歯フェチマスター）
- 【噛みつき】本気で噛みつきたい！本田さとみちゃんの容赦ないガチ噛み！！（後編）（2021年5月7日、口内・噛みつき・歯フェチマスター）
- 【巨大娘】復讐！巨大セーラー服美少女が都市を蹂躙　前編【本田さとみ】（2021年5月7日、口内・噛みつき・歯フェチマスター）
- 【巨大娘】復讐！巨大セーラー服美少女が都市を蹂躙　後編【本田さとみ】（2021年5月7日、口内・噛みつき・歯フェチマスター）
- 【巨大娘】セーラー服美少女が小さくなった同級生に復讐　前編【本田さとみ】（2021年5月7日、口内・噛みつき・歯フェチマスター）
- 【巨大娘】セーラー服美少女が小さくなった同級生に復讐　後編【本田さとみ】（2021年5月7日、口内・噛みつき・歯フェチマスター）

### イメージDVD
- 恥じらい初恋オトメ/皆上みなみ（2021年2月23日、CRANE）
- 挑発女子校生スケスケ透明椅子パンモロ密着パンティー8（2021年3月25日、デジタルアーク）

### デジタル写真集
- 引き締まったウェストすらりとした手足 どこに出しても恥ずかしくないスレンダー美女（2020年11月6日、ブイワンVR）
- 押しかけ不倫妻 昼間に男を連れ込み愛欲に興じる不埒な行為（2021年2月5日、お母さん.com/ABC）
- 素人娘の全裸図鑑123　さとみさん（2021年8月14日、）

## 出演

### ウェブテレビ
- あしたのSHOW（2021年8月3日、HIGHBEAM8）アシスタント[9]

## 掲載

### 雑誌
- 月刊FANZA 2020年7月号（ジーオーティー） - インタビュー「HATSUMONO!」

### デジタル写真集
- 引き締まったウェストすらりとした手足 どこに出しても恥ずかしくないスレンダー美女（2020年11月6日、ブイワンVR）
- 押しかけ不倫妻 昼間に男を連れ込み愛欲に興じる不埒な行為（2021年2月5日、お母さん.com/ABC）